# Élections générales saskatchewanaises de 1934
L'élection générale saskatchewanaise de 1934 se déroule le 19 juin 1934 afin d'élire les députés de l'Assemblée législative de la Saskatchewan. Il s'agit de la 8e élection générale en Saskatchewan depuis la création de cette province du Canada en 1905.

## Résultats
| Parti                                | Parti               | Chef                | # de candidats | Sièges | Sièges | Sièges  | Voix    | Voix    | Voix    |
| Parti                                | Parti               | Chef                | # de candidats | 1929   | Élus   | % Diff. | #       | %       | % Diff. |
| ------------------------------------ | ------------------- | ------------------- | -------------- | ------ | ------ | ------- | ------- | ------- | ------- |
|                                      | Libéral             |                     | 56             | 28     | 50     | +78,6 % | 206 212 | 48,00 % | +2,44 % |
|                                      | Farmer-Labour       |                     | 53             | *      | 5      | *       | 102 944 | 23,96 % | *       |
|                                      | Conservateur        |                     | 52             | 24     | -      | -100 %  | 114 923 | 26,75 % | -9,69 % |
|                                      | Indépendant         | Indépendant         | 3              | 6      | -      | -100 %  | 2 949   | 0,69 %  | -8,37 % |
|                                      | Travailliste        |                     | 1              | *      | -      | *       | 1 420   | 0,33 %  | *       |
|                                      | United Front        |                     | 3              | *      | -      | *       | 1 053   | 0,24 %  | *       |
|                                      | Libéral indépendant | Libéral indépendant | 1              | -      | -      | -       | 133     | 0,03 %  | -0,29 % |
| Total                                | Total               | Total               | 169            | 63     | 55     | -12,7 % | 429 634 | 100 %   |         |
| Source : (en) Elections Saskatchewan |                     |                     |                |        |        |         |         |         |         |

 Note :
* N'a pas présenté de candidats lors de l'élection précédente.